# 463年
| 千纪： | 1千纪                                                                                           |
| 世纪： | 4世纪 \| 5世纪 \| 6世纪                                                                         |
| 年代： | 430年代 \| 440年代 \| 450年代 \| 460年代 \| 470年代 \| 480年代 \| 490年代                       |
| 年份： | 458年 \| 459年 \| 460年 \| 461年 \| 462年 \| 463年 \| 464年 \| 465年 \| 466年 \| 467年 \| 468年 |
| 纪年： | 癸卯年（兔年）；北魏和平四年；南朝宋大明七年                                                    |

## 出生
- 后废帝刘昱
- 王温，北魏宦官。
- 元昭，北魏宗室、官员。
- 卢尚之，北魏官员。

## 逝世
- 尉眷，北魏大臣。
- 江智渊，南朝宋官员、文学家。